# Nantucket
Nantucket – piaszczysta, bezleśna wyspa u wybrzeża amerykańskiego stanu Massachusetts, na południe od półwyspu Cape Cod.
Ma około 140 km² powierzchni, a jej najważniejszą miejscowością jest Nantucket będąca siedzibą hrabstwa Nantucket. W XVIII i XIX wieku wyspa była ważnym ośrodkiem wielorybniczym, zamieszkanym przede wszystkim przez kwakrów. Obecnie pełni funkcje letniskowe.
W 1746 roku na Nantucket zbudowano drugą amerykańską latarnię morską – Brant Point Light.
W 1775 roku Edmund Burke w jednym ze swoich przemówień wskazywał mieszkańców Nantucket jako na przykład odwagi i przedsiębiorczości.
W pobliżu wyspy znajduje się wrak statku Andrea Doria.

## W kulturze
Na wyspie toczy się akcja początkowej części powieści Moby Dick Hermana Melville’a, a także jedynej ukończonej powieści Edgara Allana Poe pod tytułem Przygody Artura Gordona Pyma.
Na fikcyjnym lotnisku w Nantucket dzieje się fabuła amerykańskiego serialu Skrzydła.